# Liga ETE
La Liga ETE es una de las ligas de remo en banco fijo que fue creada en 2018 por la Asociación de Traineras de Mujeres (ETE por sus siglas en euskera Emakumeen Traineru Elkartea) recién constituida por clubes de remo de la zona norte de España, en particular Cantabria y País Vasco, y el club francés de Lapurdi que no pertenecían a la Liga ACT femenina y sustituyó a la Liga Guipuzcoana Femenina de Traineras a la que se habían ido sumando tripulaciones de otras provincias.
Situada por debajo de la Liga ACT femenina, es la categoría de plata del remo, junto con la Liga Gallega de Traineras (LGT). Sirve para apoyar e impulsar una disciplina deportiva del remo como las traineras en el norte de España y mantiene acuerdos con las ligas Liga ACT y ARC.
Las regatas se desarrollan habitualmente desde mediados de junio hasta finales de agosto, con  seguimiento de los medios de comunicación, televisándose algunas regatas en EiTB. Seguidamente, se disputa un sistema de play-off para regular el acceso a la Liga ACT femenina. En 2021 forman un total de 11 clubes y más de 200 remeras.

## Traineras participantes
| Participaciones | Equipo        | Nombre de la Trainera | Temporadas           | Banderas ganadas |
| --------------- | ------------- | --------------------- | -------------------- | ---------------- |
| 7               | Deusto-Bilbao | Tomatera              | 2018-2024            | 5                |
| 6               | Ondarroa      | Antiguako Ama         | 2019-2024            | 1                |
| 6               | Zumaia        | Telmo Deun            | 2019-2024            | 10               |
| 5               | Hibaika       | Madalen               | 2018-2022            | 16               |
| 5               | Hernani       | Maialen               | 2018-2019, 2022-2024 | 0                |
| 4               | Lapurdi       | Xubero                | 2018-2021            | 0                |
| 4               | Tolosaldea    | Tolosaldea            | 2018-2021            | 22               |
| 4               | Kaiku         | Bizkaitarra           | 2018-2019, 2023-2024 | 6                |
| 4               | San Juan      | Batelerak             | 2019-2021, 2024      | 1                |
| 4               | Zarautz       | Enbata                | 2021-2024            | 4                |
| 3               | Isuntza       | Lekittarra            | 2019-2021            | 0                |
| 2               | Colindres     | San Ginés             | 2018-2019            | 0                |
| 2               | Lutxana       | Ederra                | 2020-2021            | 0                |
| 2               | Castro        | La Marinera           | 2021-2022            | 0                |
| 2               | Portugalete   | Jarrillera            | 2022-2023            | 0                |
| 2               | Astillero     | San José XIV          | 2023-2024            | 0                |
| 1               | Donostiarra   | Torrekua              | 2018                 | 7                |
| 1               | Lea Artibai   | Lekittarra            | 2018                 | 0                |
| 1               | Hondarribia   | Ama Guadalupekoa      | 2022                 | 10               |

## Historial
Nota: Resaltados los equipos que ascienden a la Liga ACT Femenina. Entre paréntesis, puntos obtenidos por el club.
| Año  | Clubes | Regatas | Campeona           | Segunda              | Tercera             |
| ---- | ------ | ------- | ------------------ | -------------------- | ------------------- |
| 2018 | 9      | 14      | Donostiarra (99)   | Hibaika (93)         | Deusto-Bilbao (89)  |
| 2019 | 11     | 15      | Hibaika (150)      | Zumaia (143)         | Deusto-Bilbao (115) |
| 2020 | 9      | 12      | Tolosaldea (105)   | Hibaika (78)         | Zumaia (77)         |
| 2021 | 11     | 15      | Tolosaldea (10,57) | Deusto-Bilbao (9,71) | Hibaika (9,36)      |
| 2022 | 9      | 15      | Hondarribia (126)  | Hibaika (119)        | Deusto-Bilbao (98)  |
| 2023 | 8      | 13      | Kaiku (95)         | Zumaia (91)          | Zarautz (77)        |

## Palmarés
| Club          | Campeona | Segunda | Tercera | Años campeona |
| ------------- | -------- | ------- | ------- | ------------- |
| Tolosaldea    | 2        | 0       | 0       | 2020, 2021    |
| Hibaika       | 1        | 3       | 1       | 2019          |
| Donostiarra   | 1        | 0       | 0       | 2018          |
| Hondarribia   | 1        | 0       | 0       | 2022          |
| Kaiku         | 1        | 0       | 0       | 2023          |
| Zumaia        | 0        | 2       | 1       | -             |
| Deusto-Bilbao | 0        | 1       | 3       | -             |
| Zarautz       | 0        | 0       | 1       | -             |